# 大埔戰鬥
大埔戰鬥發生於1920年8月6日-16日，地點則是在中國廣東大埔。是北洋政府時期內戰之一，也屬於桂粵戰爭(或稱兩粵戰爭)的系列戰鬥。交戰兩方為的桂軍岑春煊及粵軍陳炯明，最後，陳炯明獲勝，佔領大埔占峰市、蕉嶺及潮汕兩地。